# Radianthus mabrucki
Radianthus mabrucki is een zeeanemonensoort uit de familie Stoichactidae.
Radianthus mabrucki is voor het eerst wetenschappelijk beschreven door Carlgren in 1900.